# 도초서초등학교 우이도분교
도초서초등학교 우이도분교는 대한민국 전라남도 신안군 도초면 우이도리에 있었던 공립 초등학교이다.

## 연혁
- 1949년 11월 1일 우이도국민학교 설립 인가
- 1949년 11월 15일 우이도국민학교 개교
- 1957년 7월 11일 서리분교장 설립 인가
- 1957년 7월 20일 우이도국민학교 서리분교장 개교, 1학급 인가
- 1958년 4월 1일 동리분교장 설립 인가
- 1959년 7월 1일 우이도국민학교 동리분교장 개교
- 1965년 8월 25일 항성분교장 설립 인가
- 1965년 11월 1일 우이도국민학교 항성분교장 개교, 1학급 인가
- 1966년 3월 1일 항성분교장 3학급 인가
- 1968년 4월 23일 우이도국민학교 경치도분실 개설
- 1968년 6월 1일 우이도국민학교 죽도분교장 설립 인가 및 개교, 1학급 편성
- 1973년 3월 1일 예리분교장 설립 인가
- 1973년 11월 1일 우이도국민학교 예리분교장 개교
- 1982년 12월 31일 경치도분실 폐실
- 1984년 3월 1일 서리분교장 2학급 인가
- 1989년 3월 1일 도초서국민학교 우이도분교장 격하 편입, 소속 분교장 편입
- 1995년 3월 1일 2학급 편성
- 1996년 3월 1일 도초서초등학교 우이도분교 개칭
- 2000년 2월 20일 제52회 졸업(누계: 996명)
- 2002년 9월 1일 폐교 및 도초초등학교 통폐합